# چشم‌اندازها (کتاب)
چشم‌اندازها، انقلاب‌های علم در قرن بیست و یکم (به انگلیسی: Visions: How Science Will Revolutionize the 21st Century) یک کتاب علمی همگان‌فهم نوشته میچیو کاکو است که در سال ۱۹۹۷ منتشر شد. کاکو در این کتاب به بررسی انقلاب‌های علمی بزرگی می‌پردازد که قرن بیستم را به طرز چشمگیری تغییر شکل داده‌اند یعنی مکانیک کوانتومی، زیست‌فناوری و هوش مصنوعی و همچنین نمایش می‌دهد که چگونه اینها علم و شیوه زندگی ما را تغییر خواهند داد.